# Лойтенбах (Баден-Вюртемберг)
Лойтенбах (нім. Leutenbach) — громада в Німеччині, знаходиться в землі Баден-Вюртемберг. Підпорядковується адміністративному округу Штутгарт. Входить до складу району Ремс-Мур.
Площа — 14,73 км2. Населення становить 11 678 ос. (станом на 31 грудня 2020).